# Mailleroncourt-Saint-Pancras
Mailleroncourt-Saint-Pancras is een gemeente in het Franse departement Haute-Saône (regio Bourgogne-Franche-Comté) en telt 205 inwoners (2011). De plaats maakt deel uit van het arrondissement Lure.

## Geografie
De oppervlakte van Mailleroncourt-Saint-Pancras bedraagt 14,6 km², de bevolkingsdichtheid is 14 inwoners per km².
De onderstaande kaart toont de ligging van Mailleroncourt-Saint-Pancras met de belangrijkste infrastructuur en aangrenzende gemeenten.

## Demografie
Onderstaande figuur toont het verloop van het inwonertal (bron: INSEE-tellingen).